# Bernard Thompson
Bernard Louis Thompson (Phoenix, Arizona, 30 de agosto de 1962) es un exjugador y entrenador de baloncesto estadounidense que disputó 11 temporadas en la NBA, además de jugar en la CBA, la liga israelí, la liga chilena, la liga japonesa y la liga alemana. Con 2,00 metros de estatura, jugaba en la posición de escolta.

## Trayectoria deportiva

### Universidad
Jugó durante cuatro temporadas con los Bulldogs de la Universidad de Fresno State, en las que promedió 12,0 puntos y 4,6 rebotes por partido. Fue elegido en dos ocasiones en el mejor quinteto de la PCAA, hoy conocida como la Big West Conference. Ganó además el título del NIT en 1982.

### Profesional
Fue elegido en la decimonovena posición del Draft de la NBA de 1984 por Portland Trail Blazers, donde apenas contó para su entrenador, Jack Ramsay, jugando menos de 10 minutos por partido en los que promedió 3,3 puntos por partido. Al año siguiente fue traspasado a Phoenix Suns a cambio de una futura ronda del draft del 87. Allí jugó tres temporadas, adquiriendo notoriedad sobre todo en la primera de ellas, en la que fue titular en 20 de los 61 partidos que disputó, y que acabó siendo su mejor campaña como profesional, al promediar 8,5 puntos, 2,3 rebotes y 2,2 asistencias por encuentro.
Al finalizar la temporada 1987-88 no fue protegido por su equipo, siendo elegido en el draft de expansión por Charlotte Hornets, quienes lo traspasaron directamente a Houston Rockets a cambio de Robert Reid y una futura ronda del draft. Pero apenas tuvo minutos de juego, siendo cortado antes del final de temporada. Viéndose sin equipo, se fue a jugar a la CBA, jugando dos temporadas con los Grand Rapids Hoops y los Rockford Lightning. En 1992 cruzó el charco para jugar una temporada en el Maccabi Haifa de la  liga israelí, regresando al año siguiente a la CBA, donde estaría dos temporadas más, con una breve estancia en Japón, donde jugó en el Tokio Kumajei Gumi.
En 1995 recala en la liga alemana, donde permanecería hasta el final de su carrera deportiva en el TBB Trier, seis temporadas con un breve paso por el Universidad de Concepción de la División Mayor del Básquetbol de Chile.

## Estadísticas de su carrera en la NBA

### Temporada regular
| Temporada | Edad | Equipo                 | Liga | P   | TIT | MIN  | TC  | TCA | %TC  | 3P | 3PA | %3P  | TL  | TLA | %TL  | R.OF. | R.DEF. | REB | ASIS | ROB | TAP | PER | FP  | PTS  |
| 1984-85   | 22   | Portland Trail Blazers | NBA  | 59  | 0   | 535  | 79  | 212 | .373 | 0  | 8   | .000 | 39  | 51  | .765 | 37    | 39     | 76  | 52   | 31  | 10  | 35  | 79  | 197  |
| 1985-86   | 23   | Phoenix Suns           | NBA  | 61  | 20  | 1281 | 195 | 399 | .489 | 0  | 2   | .000 | 127 | 157 | .809 | 58    | 83     | 141 | 132  | 51  | 10  | 90  | 151 | 517  |
| 1986-87   | 24   | Phoenix Suns           | NBA  | 24  | 2   | 331  | 42  | 105 | .400 | 0  | 3   | .000 | 27  | 33  | .818 | 20    | 11     | 31  | 18   | 11  | 5   | 16  | 53  | 111  |
| 1987-88   | 25   | Phoenix Suns           | NBA  | 37  | 7   | 566  | 74  | 159 | .465 | 0  | 2   | .000 | 43  | 60  | .717 | 40    | 36     | 76  | 51   | 21  | 1   | 21  | 75  | 191  |
| 1988-89   | 26   | Houston Rockets        | NBA  | 23  | 0   | 222  | 20  | 59  | .339 | 0  | 2   | .000 | 22  | 26  | .846 | 9     | 19     | 28  | 13   | 13  | 1   | 19  | 33  | 62   |
| Total     |      |                        | NBA  | 204 | 29  | 2935 | 410 | 934 | .439 | 0  | 17  | .000 | 258 | 327 | .789 | 164   | 188    | 352 | 266  | 127 | 27  | 181 | 391 | 1078 |

### Playoffs
| Temporada | Edad | Equipo                 | Liga | P | MIN | TCA | TC | 3PA | 3P | TLA | TL | R.OF. | REB | ASIS | ROB | TAP | PER | FP | PTS | %TC  | %3P | %FT   | MIN | PTS | REB | AST |
| 1984-85   | 22   | Portland Trail Blazers | NBA  | 2 | 10  | 0   | 5  | 0   | 0  | 2   | 2  | 1     | 3   | 2    | 0   | 1   | 0   | 1  | 2   | .000 |     | 1.000 | 5.0 | 1.0 | 1.5 | 1.0 |
| Total     |      |                        | NBA  | 2 | 10  | 0   | 5  | 0   | 0  | 2   | 2  | 1     | 3   | 2    | 0   | 1   | 0   | 1  | 2   | .000 |     | 1.000 | 5.0 | 1.0 | 1.5 | 1.0 |